# Turmhügel Oberdornlach
Der Turmhügel Oberdornlach ist eine abgegangene mittelalterliche Turmhügelburg (Motte) in Oberdornlach (Haus Nr. 6), einem heutigen Gemeindeteil von Kulmbach im Landkreis  Kulmbach in Bayern.
Der Burgstall der Mottenanlage ist heute überbaut.